# 5677 Абердонія
5677 Абердонія (1987 SQ1, 1973 UL1, 1978 WN16, 1989 AK8, 5677 Aberdonia) — астероїд головного поясу.
Тіссеранів параметр щодо Юпітера — 3,308.